# Bataille de Baxter Springs

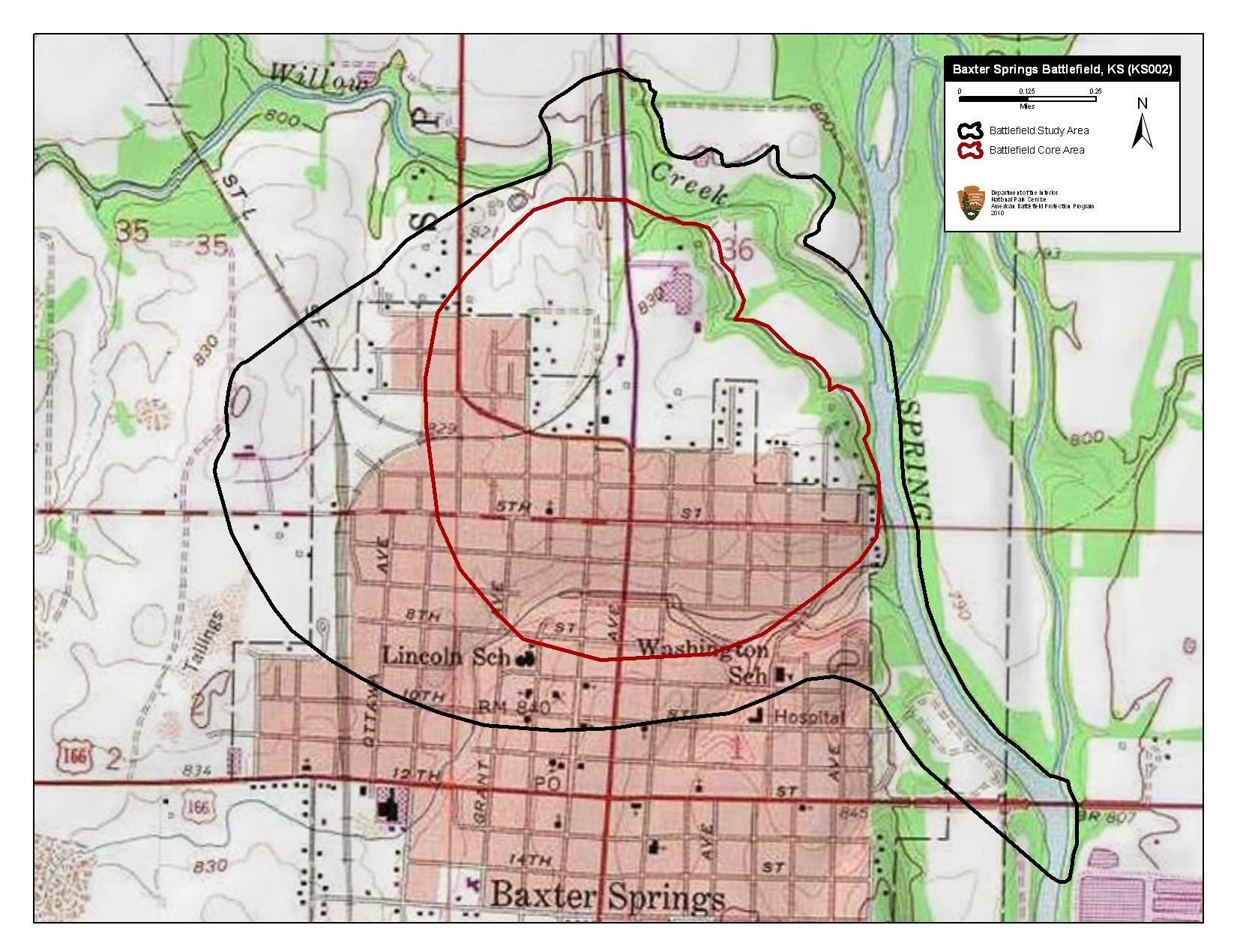
Carte du champ de bataille.

La bataille de Baxter Springs, aussi connue sous les noms de Massacre de Fort Baxter, bataille de Fort Baxter ou bataille de Fort Blair, est un combat secondaire de la Guerre de Sécession qui a lieu le 6 octobre 1863 à Baxter Springs dans le Kansas.
Il oppose une troupe d'irréguliers sudistes, commandés par Quantrill à divers éléments nordistes, aux alentours de Fort Blair.

## Le contexte

### La guerre sur la frontière
Les États Frontaliers (Border States) bien que situés en dehors des grands théâtres d'opérations, voient s'affronter des forces nordistes et sudistes. Pour ces derniers, il s'agit en majorité de combattants irréguliers menant des raids dans des contrées réputées hostiles aux thèses de la Confédération. C'est le cas de la bande emmenée par William Quantrill.
En octobre 1863, la bande de Quantrill, d'environ 400 hommes, a quitté le Kansas pour aller hiverner au Texas. La piste qu'elle suit, l'amène dans les parages de Fort Blair.

### Fort Blair
Le Fort Blair est un petit poste fédéral construit avec des palissades de rondins (4 pieds de haut) derrière un talus en terre. Il comprend quelques cabanes en rondins qui constituent le côté est.
Il se trouve dans le coin sud-est du Kansas. Son rôle est de garder la piste qui mène de Fort Scott, au nord, à Fort Smith, au sud. Mais c'est aussi dans cette région que sont lâchés les bêtes ayant souffert des combats et mises au vert pour se refaire une santé.
Le fort est commandé par le lieutenant James B. Pond, arrivé deux jours auparavant. La garnison étant trop importante pour loger dans le poste, des tentes ont été érigées à l'ouest. De même, un espace est utilisé, hors les murs, au sud, pour préparer et prendre les repas.
Pond a commencé à faire abattre la palissade côté ouest afin d'agrandir le périmètre du fort pour englober, et protéger, les tentes où loge la garnison.
La garnison est d'environ 155 hommes, dont 70 soldats noirs. Elle se compose  des unités suivantes :
- 2e Kansas (colored) Volonteers, 1e Cie,
- 3e Wisconsin cavalry, Cie "D",
- 3e Wisconsin cavalry, Cie "C".

La garnison dispose d'un obusier léger, amené par le lieutenant Pond.
Le jour du combat, une bonne partie de la garnison est partie fourrager. Il ne reste au fort que 95 hommes, dont 70 soldats noirs.

### Le détachement du général Blunt
Il se compose d'une centaine d'hommes. Une dizaine de chariots en font partie.
- 3e Wisconsin cavalry, Cie "I",
- 14e Kansas cavalry, Cie "A",

## Le combat
Sur leur chemin, les hommes de Quantrill capturent et tuent deux conducteurs d'attelage nordistes venant de Fort Blair.
Quantrill décide d'attaquer Fort Blair. Il divise sa troupe en deux groupes, l'un sous son commandement, l'autre sous celui de David Poole.
En chemin, ce dernier rencontre un groupe de soldats nordistes, pour la plupart, noirs. Ils les attaquent et les pourchassent jusqu'au fort, en tuant plusieurs. Poole tente de donner l'assaut au poste qui se défend énergiquement, utilisant le seul canon disponible, un obusier. Au bout d'une demi-heure de combat, les assaillants se retirent.
L'autre colonne, sous les ordres de Quantrill, rencontre un autre détachement nordiste escortant le major général James G. Blunt, commandant du District et de l'armée de la frontière, qui déplaçait son QG de fort Scott (Kansas) à fort Smith (Arkansas). Trompée par les habits bleus des hommes de Quantrill, les fédéraux sont surpris et fuient. Poursuivie, la majeure partie du détachement nordiste est tuée, comme les musiciens qui en faisaient partie. Blunt et quelques hommes réussissent à fuir et regagner fort Scott; il perdra alors son commandement pour n'avoir pas su organiser la défense de ses troupes :  plus tard réintégré il sera chargé du recrutement de troupes noires.

## Les suites
Le rapport du lieutenant Pond précise :

« ...les noirs ont combattu comme des démons... Treize d'entre eux ont été blessés mais cela ne les a pas empêchés de continuer à combattre. »

Qualifié de massacre par certaines sources, Baxter Springs est un des épisodes de la guerre féroce qui s'est livrée à l'ouest, sur la frontière Kansas-Missouri.

## Sources
- (en) Cet article est partiellement ou en totalité issu de l’article de Wikipédia en anglais intitulé « Battle of Fort Blair » (voir la liste des auteurs).